# Vaire-Arcier
Vaire-Arcier är en kommun i departementet Doubs i regionen Bourgogne-Franche-Comté i östra Frankrike. Kommunen ligger i kantonen Marchaux som tillhör arrondissementet Besançon. År 2013 hade Vaire-Arcier 542 invånare.

## Befolkningsutveckling
Antalet invånare i kommunen Vaire-Arcier
Referens:INSEE